# 朱芝址
朱芝址（1432年—1485年）是唐憲王朱瓊炟嫡次子，初封舞陽王，正統十年攝唐王府事，景泰二年進封世子，成化十三年襲封為唐王。成化二十一年，朱芝址去世，諡號唐莊王，庶長子朱彌鍗繼承為唐王。

## 家庭

### 妻妾
- 王妃辛氏，西城兵馬副指揮辛璟之女，景泰三年冊立為舞陽王妃，成化十四年進封為唐王妃，成化十八年薨
- 次妃趙氏（1433年7月5日—1508年8月4日），南陽中護衛壽官趙珍嫡長女，生朱彌鉗、朱彌鋿[1]
- 夫人諸氏[1]

### 子女

#### 子
1. 唐成王 朱彌鍗
2. 淅陽溫僖王 朱彌鏟
3. 文城恭靖王 朱彌鉗
4. 郾城恭端王 朱彌鈱
5. 衛輝恭懿王 朱彌鋿